# Tweeling (materiaalkunde)

Schematische weergave van twee korrels (rood en groen) die een tweeling vormen op het gemeenschappelijke kristalvlak (zwarte stippen).

Een tweeling is een van de vlakdefecten, die voor kunnen komen tussen twee korrels in een metaal of mineraal. Bij een (coherente) tweeling is de rangschikking van de atomen aan weerszijden van een korrelgrens precies gespiegeld. De grensvlakenergie, en daarmee de totale vrije energie, is aan een korrelgrens van een tweeling aanzienlijk lager dan die aan een korrelgrens die ontstaan is wanneer korrels van een willekeurige oriëntatie tegen elkaar aan groeien.
Doorgaans wordt er onderscheid gemaakt tussen twee soorten tweelingen. Dit onderscheid wordt gemaakt op grond van de wijze waarop de tweelingen ontstaan. Dit kan gebeuren op de volgende wijzen:
- door deformatie van een materiaal, dat ontstaat middels (mechanische) afschuiving van atomen in een kristalrooster. Deze tweelingen treden op in hexagonale metalen zoals zink en magnesium en in kubisch ruimtelijk gecentreerde metalen zoals α-ijzer en wolfraam.
- door rekristallisatie tijdens het gloeien van een materiaal dat daarvoor koud vervormd is. De tweelingen treden op in kubisch vlakgecentreerde metalen en legeringen zoals koper, nikkel, α-messing en aluminium.

Hoe het vormen van tweelingen precies plaatsvindt, hangt af van het kristalrooster van het materiaal. De tweelingen die door afschuiving zijn ontstaan, worden over het algemeen aangetroffen in kubisch ruimtelijk gecentreerde en hexagonale kristalroosters, terwijl de tweelingen die door een warmtebehandeling zijn ontstaan, doorgaans worden aangetroffen in materiaal met een kubisch vlakgecentreerd kristalrooster. Het al dan niet optreden van tweelingen is afhankelijk van de grootte van de korrels in het kristal; een fijnere kristalstructuur zal bij vervorming minder tweelingen opleveren.

De tweelingen die door de genoemde hardingsprocessen worden gevormd, verhogen de hardheid van het metaal.

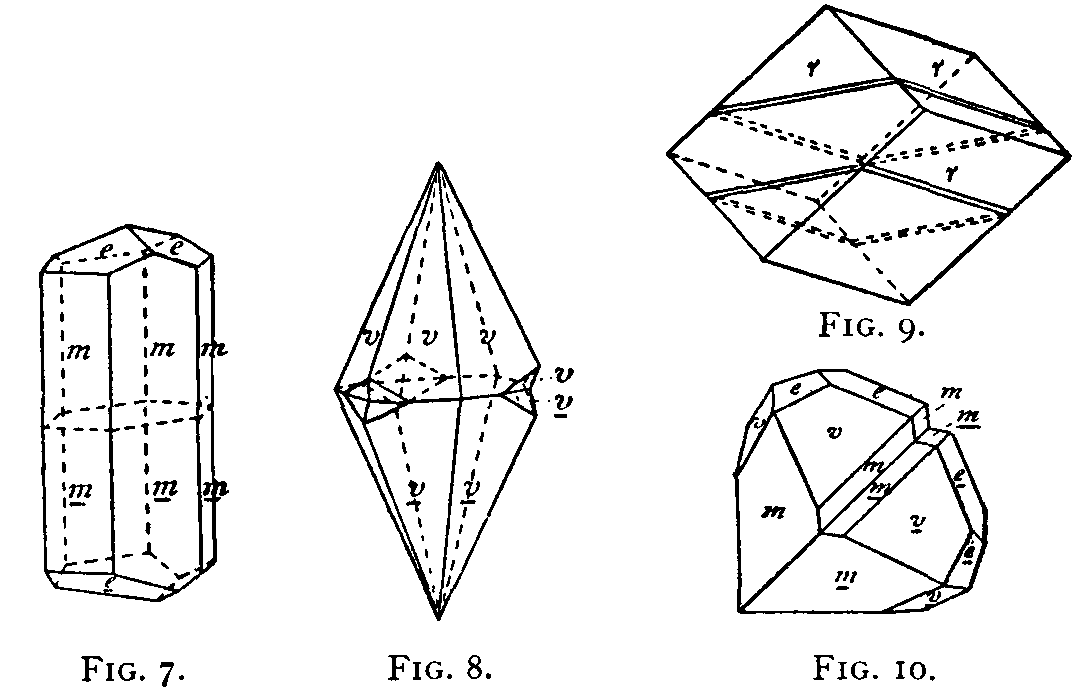
Schematische weergave van tweelingen in kristallen
Schematische weergave van een gips-kristal met een tweeling
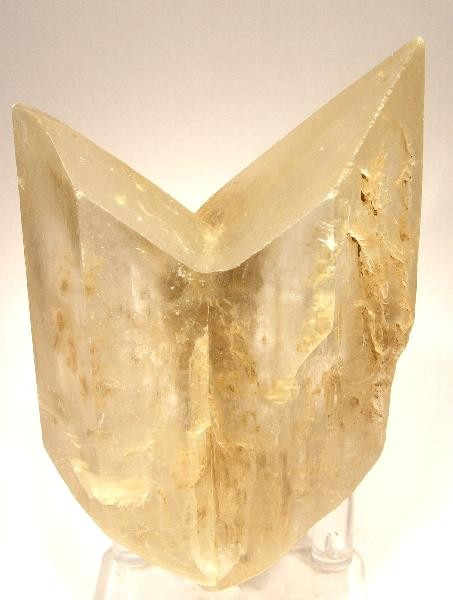
Gips-kristal met een tweeling.
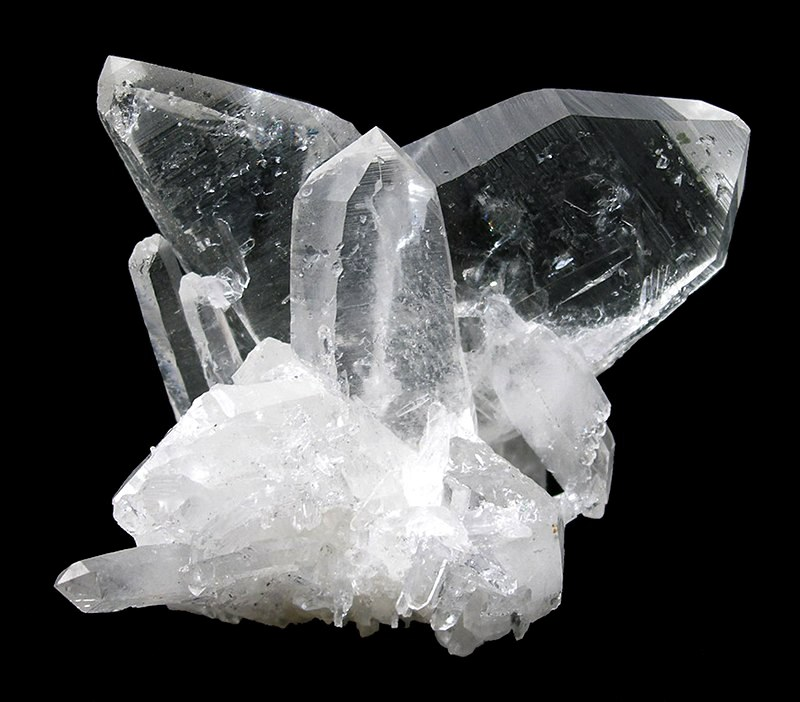
Tweeling in een kwarts.
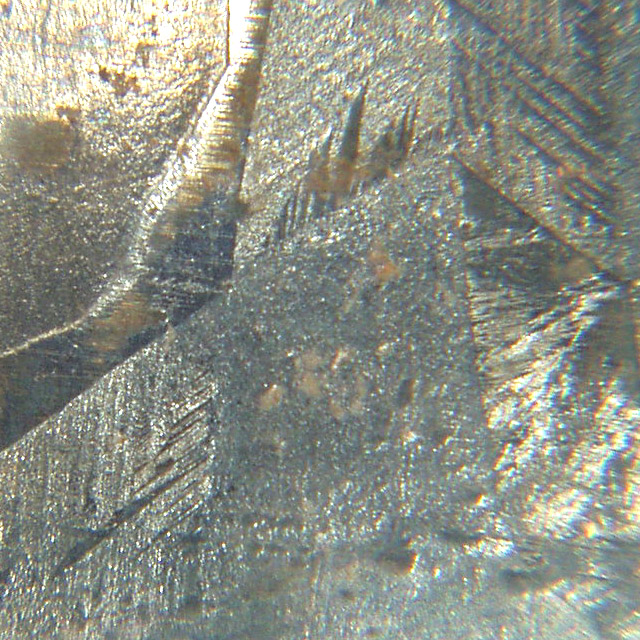
Gegalvaniseerd oppervlak met macroscopische kristallijne verschijnselen, waaronder tweelingen.
De animatie toont deformatie met behulp van tweelingen in een kristal. Het kristal vervormt onder een spanning (naar links gericht), waarbij het tweelingvlak zich naar beneden voortplant.
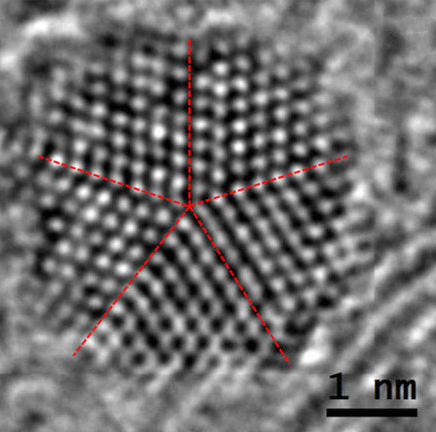
Een vijf-assige tweeling, afbeelding gemaakt met een transmissie-elektronenmicroscoop.